# Френк Волл
Френк Волл (англ. Frank Wall; 21 квітня 1868 — 19 травня 1950) — британський лікар та герпетолог, який жив і працював у Шрі-Ланці та Індії.

## Біографія
Френк Волл народився в місті Коломбо на Цейлоні (тепер Шрі-Ланка). Його батько, Джордж Волл, володів там кавовою плантацією та захоплювався природознавством. Френк вивчав медицину в Лондоні і в 1893 році поступив до Індійської медичної служби. Його відправили до Індії, де він працював до 1925 року. Паралельно досліджував багато тутешніх тварин, особливо змій. Він зібрав численну колекцію змій, багато з яких зараз знаходяться в Британському музеї.
Волл був членом Бомбейського природничого товариства та опублікував понад 200 наукових статей, а також книгу «Популярний трактат про звичайних індійських змій» (A Popular Treatise on the Common Indian Snakes). Він описав приблизно 30 нових видів змій.
Френк Волл помер у 1950 році у Борнмуті, Англія.
На честь Волла названо 3 підвиди та 2 види плазунів: Boiga ochracea walli, Bungarus sindanus walli, Cyrtodactylus walli, Dinodon rufozonatum walli та Hypnale walli .